# Gianni Versace
Gianni Versace (2 tháng 12 năm 1946 – 15 tháng 7 năm 1997) là một nhà thiết kế thời trang danh tiếng người Ý, người đã sáng lập ra nhãn hiệu thời trang cùng tên năm 1978. Versace là một nhà thiết kế thời trang chịu ảnh hưởng nghệ thuật của Andy Warhol, của nghệ thuật thời La Mã cổ đại, của nghệ thuật Hy Lạp và cả của nghệ thuật trừu tượng hiện đại; ông được coi là một trong những nhà thiết kế thời trang ấn tượng và tài năng nhất cuối thế kỷ 20.
Versace sáng lập nhãn hiệu thời trang Gianni Versace S.p.A vào năm 1978. Cửa hàng đầu tiên được mở tại Via della Spiga ở Milano cùng năm đó và danh tiếng của nó nhanh chóng nở rộ. Ngày nay, Versace là một trong những nhãn hiệu thời trang hàng đầu thế giới.
Versace thiết kế, quảng bá và phân phối các dòng sản phẩm quần áo sang trọng, nước hoa, các sản phẩm làm đẹp và phụ tùng thời trang dưới nhiều tên nhãn hiệu của Versace group.

## Đầu đời
Gianni Versace sinh ra tại Reggio Calabria vào 1946 trong một gia đình trung lưu, cùng anh trai là Santo Versace và em gái Donatella. Cha ông là chủ một tiệp tạp hóa nhỏ và mẹ là một thợ may váy cưới. Ngay từ nhỏ, Versace đã thích chơi búp bê cùng em gái và thường xuyên dùng vải vụn của mẹ để làm búp bê, cũng có khi ông tự may quần áo cho búp bê nhựa.
Versace rất thân thiết với cô em gái Donatella của mình, hai anh em thường xuyên chơi trò người mẫu. Versace tự tay thiết kế rồi may đồ bằng vải thừa, sau đó cho cô em gái làm người mẫu nhí trên sàn catwalk tự tạo ngay trong chính ngôi nhà nhỏ. 
Sau khi đã lớn hơn một chút, Versace được mẹ tín nhiệm giao cho những nhiệm vụ như phối hợp các chất liệu để may váy, tìm tòi các cách trang trí, phụ kiện gồm các loại hạt, đá để đính lên áo, váy cho đẹp. Dù vậy, Versace chưa bao giờ có ý định hoạt động trong lĩnh vực thời trang một cách nghiêm túc. Sở hữu tài năng hiếm có nhưng khi lớn lên, Versace lại không có ý định theo ngành thiết kế thời trang. Ông từng theo học ngành kiến trúc trong một trường kỹ thuật. Trong thời gian học kiến trúc, Versace làm việc bán thời gian bằng cách thiết kế trang phục cho các xưởng may và những mẫu thiết kế đó đã khiến người ta nhận ra tài năng của ông.
Từ những ngày tuổi trẻ, phong cách thiết kế của Versace đã bị ảnh hưởng mạnh mẽ bởi Thần thoại Hy Lạp cổ đại, đó cũng là nền văn hóa gắn liền với quê nhà ông. Gianni theo học ở trường Classico Tommaso Campanella, chủ yếu là môn tiếng Latin và tiếng Hy Lạp nhưng bỏ học giữa chừng. Ông cũng bị ảnh hưởng bởi phong cách đại chúng của vị danh họa Andy Warhol. 
Từ đó, Gianni Versace được mời đến những công ty thời trang để đảm nhận vai trò thiết kế. Vào năm 26 tuổi, ông chuyển đến Milan để hoạt động trong ngành thiết kế thời trang và kiếm được một khoản tiền lớn nhờ công việc đó.
Năm 1973, Gianni trở thành nhà thiết kế chính cho "Byblos" - một dòng sản phẩm thành công của hãng Genny, và vào năm 1977, ông lại đảm nhận thiết kế cho dòng Complice. Thành công liên tiếp, ông cho ra mắt bộ sưu tập đầu tiên với công chúng vào ngày 28 tháng 3 năm 1978, tại Palazzo della Permanente, một bảo tàng nghệ thuật đương đại.

## Đế chế thời trang

### Khởi đầu
Sau khi mở cửa hàng đầu tiên ở Milan vào năm 1978, Versace nhanh chóng trở thành một cơn sốt trên thị trường thời trang toàn cầu. Thiết kế của ông mang màu sắc sống động, tôn dáng gợi cảm, khá tương phản với thị hiếu thời trang tối giản lúc bấy giờ. Do gu thẩm mỹ của Gianni là "kết hợp giữa chủ nghĩa cổ điển sang trọng với vẻ gợi cảm quyến rũ", nên các thiết kế của ông vấp phải nhiều lời chỉ trích bên cạnh các ý kiến khen ngợi.  
Từ năm 1978, Versace xây dựng công ty với sự hỗ trợ của gia đình. Ông thuê em gái Donatella làm Phó chủ tịch và anh trai Santo làm Chủ tịch công ty. Donatella cũng đóng vai trò giám sát sáng tạo, làm công việc tư vấn chính cho Gianni. Ông cũng bổ nhiệm chồng của Donatella là Paul Beck làm giám đốc mảng trang phục nam giới. 

### Thập niên 80
Năm 1982, ông sáng chế ra một loại dây xích siêu nhẹ có tên 'Oroton', trở thành chất liệu đặc trưng trong các trang phục của hãng. Cùng năm, ông cho ra đời bộ sưu tập váy bằng lưới kim loại. 
Versace rất tự hào về dòng máu miền nam nước Ý của mình và lấy đó làm cảm hứng cho các thiết kế. Các họa tiết được ông lấy cảm hứng từ phong trào nghệ thuật cổ đại và thời trang lịch sử, đặc biệt là nghệ thuật thời đế chế La Mã và Hy Lạp cổ đại. Điều này thể hiện trong logo của công ty - chiếc đầu của nàng Medusa, và các đường họa tiết vuông kiểu Hy Lạp. Gianni cũng đặc biệt yêu thích nghệ thuật đương đại nên đã sử dụng những tác phẩm hội họa của Roy Lichtenstein và Andy Warhol vào việc thiết kế. 
Cũng năm đó, Versace mở rộng kinh doanh sang trang sức và đồ gia dụng, thiết kế đồ nội thất sang trọng, đồ sành sứ và hàng dệt may cho gia đình. 

### Đỉnh cao
Năm 1989, công ty mở rộng sang lĩnh vực haute couture. Versace là người tiên phong sử dụng những ngôi sao nổi tiếng đương thời trong các chiến dịch tiếp thị và xếp họ ngồi ngay hàng ghế đầu trong nhiều buổi trình diễn thời trang của hãng. Ông cũng được cho là người đã phát minh ra xu hướng siêu mẫu vào thập niên 90, khai phá ra nhiều tài năng lớn như Cindy Crawford, Naomi Campbell, Christy Turlington và Linda Evangelista, sau đó đưa họ vào hầu hết các chiến dịch tiếp thị cho thương hiệu. 
Versace có những người bạn thân nổi tiếng như Elton John, Madonna, George Michael và cả Công nương Diana của Anh. Về tài sản riêng, Versace sở hữu 4 ngôi nhà ở New York, Milan, Lake Como và đặc biệt là ngôi biệt thự trị giá 6,2 triệu USD tọa lạc ở bãi biển Miami. Mỗi một show thời trang của Versace tốn không dưới 500.000 USD và những bữa tiệc do ông tổ chức cũng tốn khoản tiền lớn.
Vào thời điểm Gianni qua đời, đế chế thời trang Versace trị giá 807 triệu USD, bao gồm 130 cửa hàng trên khắp thế giới.

## Đời tư
Không giấu giới tính thật của mình như một số người nổi tiếng thời đó, Versace khẳng định mình là người đồng tính.
Năm 1982, Versace gặp Antonio D'Amico, một người mẫu kiêm nhà thiết kế không nhiều tiếng tăm. Tuy nhiên, ông yêu say đắm người mẫu này và nhanh chóng công khai mối quan hệ. Ông tạo điều kiện thuận lợi để người yêu phát triển sự nghiệp.
Do công khai giới tính vào thời điểm xã hội còn coi việc đồng tính là một biểu hiện lệch lạc, Versace được công chúng đánh giá là "người dũng cảm". Tất nhiên, ông cũng phải nhận không ít chỉ trích, bình luận ác ý.
Khi đang ở trên đỉnh cao của sự nghiệp và có mối tính đồng giới bền vững thì Versace phát hiện mình mắc bệnh ung thư. 

## Cái chết

### Bị ám sát trong kỳ nghỉ dưỡng
Giữa tháng 7 năm 1997, Versace cùng người tình Antonio đã đến nghỉ dưỡng ở ngôi biệt thự Miami. Để có được một kỳ nghỉ đúng nghĩa, họ quyết định không cần đến bảo vệ tháp tùng.
Sáng ngày 15 tháng 7 năm 1997, Gianni Versace đến một quán cà phê ăn sáng. Thông thường, Versace luôn yêu cầu trợ lý đi mua cà phê nhưng hôm đó ông lại tự mình đi. Bà chủ quán cho biết, khi đó Versace trông rất cảnh giác, ông còn quay lại nhìn trước khi bước vào cửa như thể ông biết có ai đó đang theo dõi mình.
Sau khi mua cà phê, Versace nhanh chóng rời khỏi quán và trở về biệt thự Casa Casuarina trên đường Ocean Drive thì tai họa ập đến.
Một số nhân chứng cho biết khi Versace đang mở cổng nhà thì một thanh niên trẻ tiếp cận, phục kích từ phía sau và dùng khẩu Taurus PT100 cỡ nòng 40 bắn liền 2 phát đạn vào đầu. Gianni mau chóng được đưa đến bệnh viện Jackson Memorial, nhưng lúc 9:21 sáng, bệnh viện thông báo ông đã qua đời.
Cảnh sát nhanh chóng tìm ra danh tính của kẻ giết người là Andrew Cunanan, một kẻ sát nhân hàng loạt đáng sợ 27 tuổi. Trong vòng ba tháng trước vụ án của Versace, Andrew Cunanan đã giết 4 người đàn ông khác ở Minnesota, Illinois và New Jersey.
1 tháng trước khi bắn chết Versace, Andrew Cunanan đã bị đưa vào danh sách truy nã của FBI. Tuy nhiên, kẻ thủ ác đã tự tử 2 tuần sau khi giết nhà thiết kế thời trang. Đến hiện nay, các nhà điều tra vẫn không thể khẳng định về động cơ sát hại Gianni Versace của Andrew Cunanan.
Thi thể của Versace được hỏa táng và tro cốt được đưa về dinh thự gia đình gần Cernobbio, Ý. Người ta chôn cất ông trong hầm mộ nhà Versace tại nghĩa trang Moltrasio gần Hồ Como. Lễ tang Versace tổ chức tại Nhà thờ Milan, với sự tham dự của hơn 2.000 người, bao gồm Carolyn Bessette-Kennedy, Elton John và Diana Công nương xứ Wales.
Vào tháng 9 năm 1997, các phương tiện truyền thông thông báo rằng anh trai của Versace, Santo sẽ giữ chức vụ Giám đốc điều hành mới trong khi em gái Donatella trở thành giám đốc thiết kế mới.
Theo di chúc, Versace đã để lại 50% đế chế thời trang của mình cho cháu gái ông yêu quý là Allegra Versace. Em trai Allegra là Daniel được thừa hưởng một bộ sưu tập tác phẩm nghệ thuật quý hiếm. Allegra thừa kế số cổ phần trị giá khoảng 500 triệu đô la khi cô tròn 18 tuổi vào năm 2004. 

### Giả thuyết về động cơ gây án
Ở thời điểm gây án, FBI cho biết Cunanan là một trai bao và kiếm tiền bằng cách quan hệ với nhiều người đàn ông già giàu có.
Nhiều nguồn tin cho rằng, chính cuộc sống xa hoa của Gianni cũng như mối tình đồng tính của ông với nam người mẫu Antonio D'Amico đã hấp dẫn Cunanan, trong khi một số lại tin rằng Gianni từng có quan hệ tình cảm với Cunanan trước đây. Tuy nhiên, gia đình Versace đã hoàn toàn phủ nhận thông tin này. 
Cunanan bị ám ảnh bởi Versace và thường khoe khoang về "tình bạn" với ông, mặc dù sự thật là Cunanan đã nói dối nhiều lần với bạn bè xung quanh rằng hắn thân với nhiều người nổi tiếng. Tuy nhiên, các nhân viên FBI khẳng định Versace và Cunanan trước đó đã có một cuộc gặp chớp nhoáng ở San Francisco.
Vanity Fair đưa ra thông tin rằng Cunanan đã từng gặp Versace trong một bữa tiệc vào năm 1990 theo lời nhân chứng. Sau đó, hắn đã cố để tiếp cận nhà thiết nhưng không thành và bị các vệ sĩ buộc phải rời khỏi bữa tiệc. Gã đã ôm mối hận tới 7 năm và tìm thấy cơ hội trả thù vào năm 1997.
Đến thời điểm hiện tại, vẫn chưa ai có thể khẳng định chính xác động cơ gây án thực sự là gì.